# Until I Wake
Until I Wake — американская постхардкор и металкор группа из Буффало, штат Нью-Йорк, образованная в 2019 году.

## Стиль
Музыка Until I Wake затрагивает темы психического здоровья и зависимостей, стремясь привлечь внимание к этим проблемам и побудить людей говорить о них открыто. Бывший фронтмен Коди Джеймисон говорил о важности обсуждения психического здоровья в современном обществе, поскольку многие люди сталкиваются с ним, как и он сам, имея личный опыт подобных трудностей.

## Участники группы
Текущий состав
- Джаали Сайфер — вокал
- Август Гайтнер — гитара
- Нико Каррас — гитара
- Алекс Кёртин — ударные
- Райан Ридли — бас-гитара

Бывшие участники
- Коди Джеймисон — вокал

## Дискография
Альбомы
- Inside My Head (2022)
- Renovate (2024)